# Pelochrista
Pelochrista är ett släkte av fjärilar som beskrevs av Lederer 1859. Pelochrista ingår i familjen vecklare.

## Bildgalleri

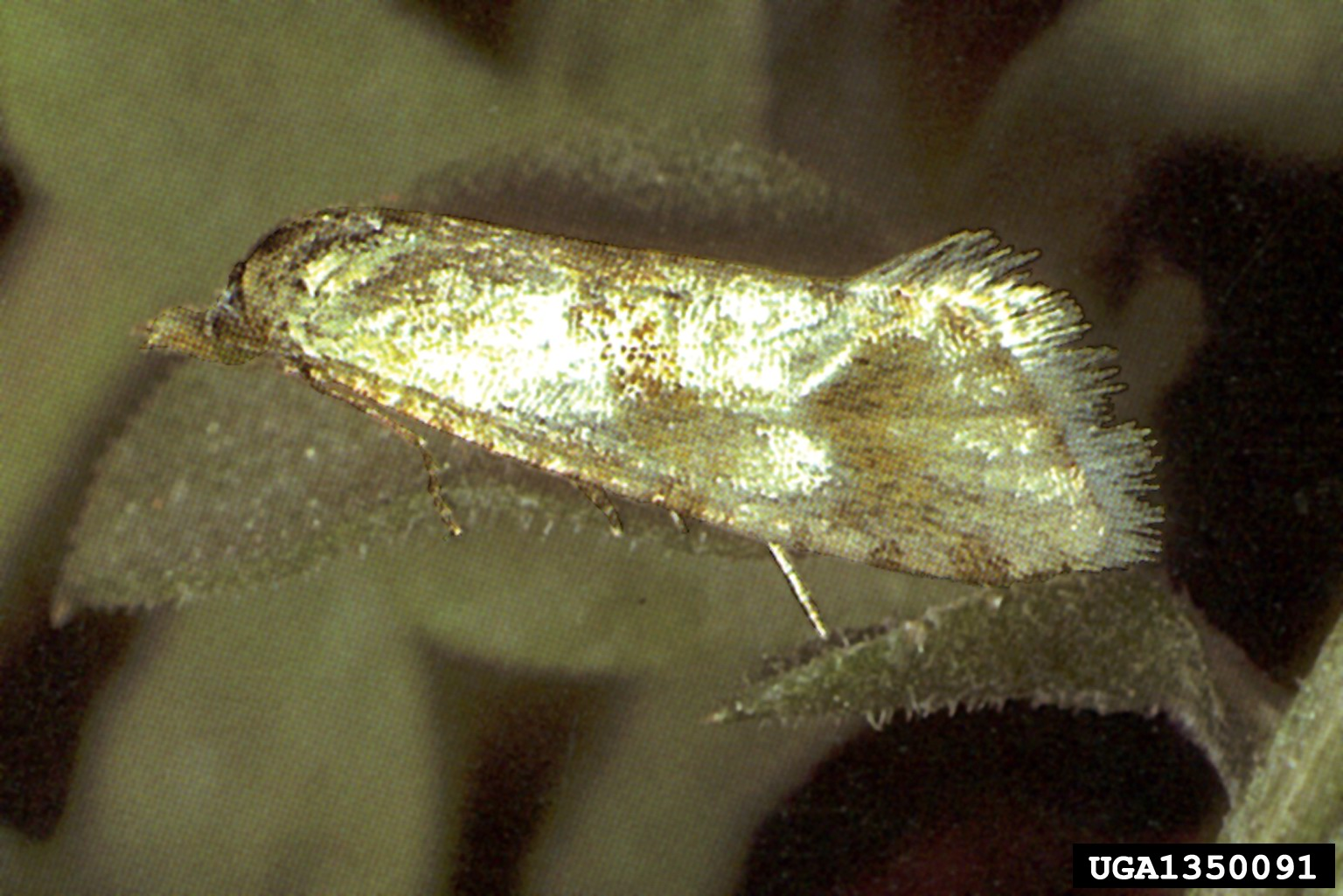
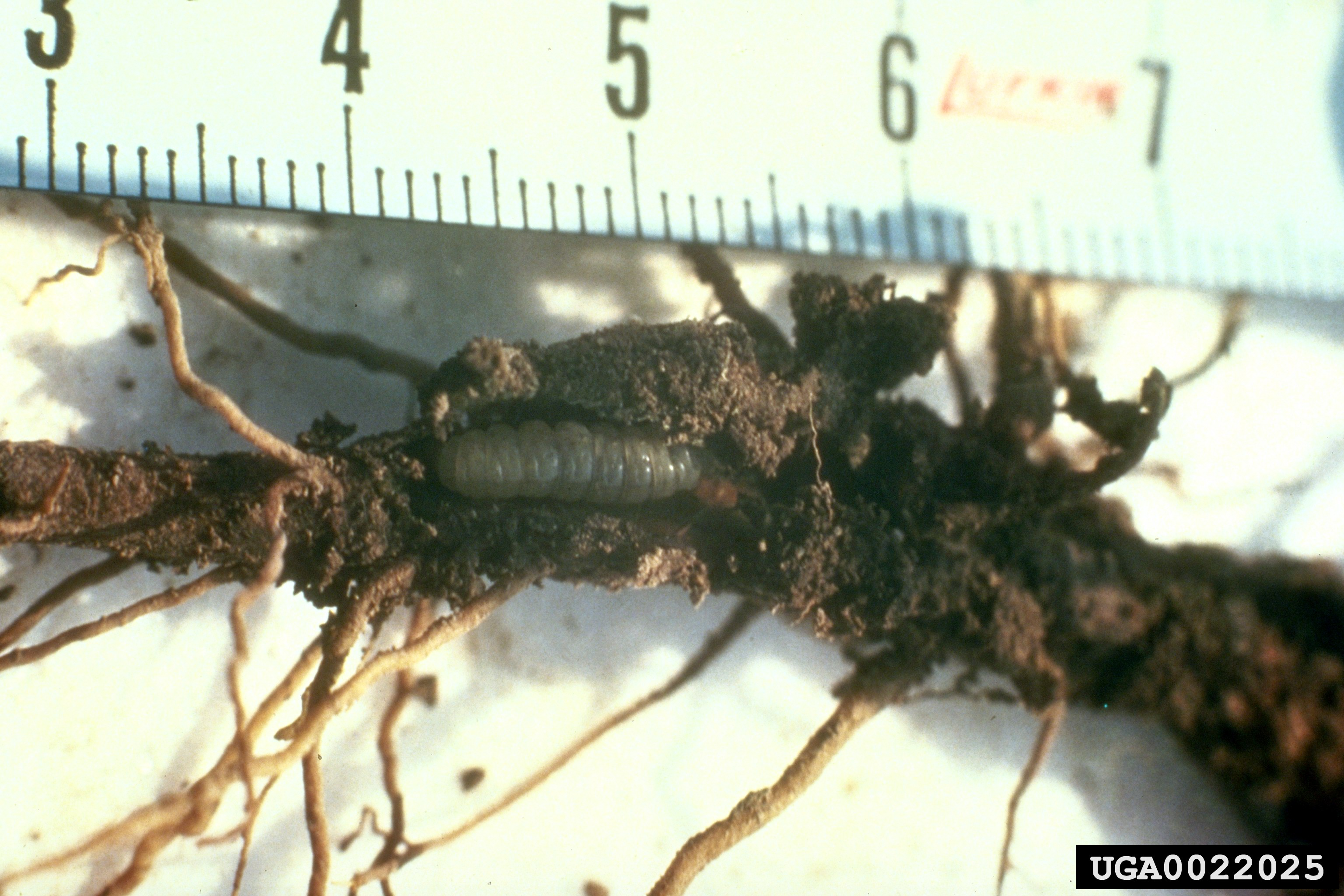

## Dottertaxa tillPelochrista, i alfabetisk ordning[1][2]
- Pelochrista agrestana
- Pelochrista apheliana
- Pelochrista arabescana
- Pelochrista argenteana
- Pelochrista aristidana
- Pelochrista aureliana
- Pelochrista bleuseana
- Pelochrista buddhana
- Pelochrista cacharias
- Pelochrista caecimaculana
- Pelochrista chanana
- Pelochrista collilonga
- Pelochrista commodestana
- Pelochrista confidana
- Pelochrista congeminata
- Pelochrista corneliana
- Pelochrista corosana
- Pelochrista daemonicana
- Pelochrista dagestana
- Pelochrista danilevskyi
- Pelochrista dernina
- Pelochrista dira
- Pelochrista disquei
- Pelochrista dodecana
- Pelochrista durcki
- Pelochrista edrisiana
- Pelochrista elegantana
- Pelochrista eversmanni
- Pelochrista explosa
- Pelochrista expolitana
- Pelochrista figurana
- Pelochrista fratruelis
- Pelochrista fulvostrigana
- Pelochrista fuscosparsa
- Pelochrista grammana
- Pelochrista griseolana
- Pelochrista hepatariana
- Pelochrista huebneriana
- Pelochrista idahoana
- Pelochrista idotatana
- Pelochrista infidana
- Pelochrista inignana
- Pelochrista invisitana
- Pelochrista jodocana
- Pelochrista kollariana
- Pelochrista kuznetzovi
- Pelochrista labyrinthicana
- Pelochrista latericiana
- Pelochrista latipalpana
- Pelochrista maculiferana
- Pelochrista marmaroxantha
- Pelochrista medullana
- Pelochrista metariana
- Pelochrista mollitana
- Pelochrista notocelioides
- Pelochrista nubilana
- Pelochrista obscura
- Pelochrista obstinatana
- Pelochrista occipitana
- Pelochrista ornamentana
- Pelochrista ornata
- Pelochrista pallidipalpana
- Pelochrista palousana
- Pelochrista palpana
- Pelochrista paraglypta
- Pelochrista passerana
- Pelochrista perpropinqua
- Pelochrista pfisteri
- Pelochrista pholas
- Pelochrista pinxana
- Pelochrista pollinaria
- Pelochrista popana
- Pelochrista praefractana
- Pelochrista reversana
- Pelochrista rorana
- Pelochrista ruschana
- Pelochrista sandana
- Pelochrista sceletopa
- Pelochrista scintillana
- Pelochrista semnitis
- Pelochrista sordicomana
- Pelochrista subditiva
- Pelochrista subterminana
- Pelochrista subtiliana
- Pelochrista succineana
- Pelochrista tahoensis
- Pelochrista tibetana
- Pelochrista tolerans
- Pelochrista tornimaculana
- Pelochrista trisignana
- Pelochrista turiana
- Pelochrista vandana
- Pelochrista womonana
- Pelochrista zomonana